# Scheibbs (distrikt)
Scheibbs är ett distrikt (Bezirk)  i det österrikiska förbundslandet Niederösterreich och består av följande städer, köpingar och kommuner:

Kommunerna i distriktet Scheibbs

Städer
- Scheibbs
- Wieselburg

Köpingar
- Gaming
- Göstling an der Ybbs
- Gresten
- Lunz am See
- Oberndorf an der Melk
- Purgstall an der Erlauf
- Randegg
- Steinakirchen am Forst
- Wang

Landskommuner
- Gresten-Land
- Puchenstuben
- Reinsberg
- Sankt Anton an der Jeßnitz
- Sankt Georgen an der Leys
- Wieselburg-Land
- Wolfpassing